# Max Burret
Max Burret, Carl oder Karl Ewald Max, Maximilian Burret (* 6. Juni 1883 in Saffig bei Andernach, Rheinprovinz; † 19. September 1964 in Berlin) war ein deutscher Botaniker. Sein offizielles botanisches Autorenkürzel lautet „Burret“.

## Leben und Wirken
Auf Drängen seines Vaters begann er seine universitäre Ausbildung mit einem Studium der Rechtswissenschaften in Lausanne und München. Seine wahre Leidenschaft war jedoch die Botanik, so wechselte er Studienort und -fach: 1909 schloss er in Berlin sein Botanikstudium mit einer Dissertation ab. In Berlin blieb er auch während seiner akademischen Karriere. Er war Kustos des dortigen Botanischen Gartens und später Professor.
Seine Forschungen führten ihn zuerst nach Europa und Afrika, später studierte er auf Einladung der brasilianischen Regierung die südamerikanischen Palmen. 1938 und 1939 führten ihn seine Reisen in die Tropen der „Alten Welt“: Ceylon, Java und Sumatra.
Burrets Spezialgebiet waren die Palmen; er publizierte vor allem über Palmen und Tillandsien.

## Dedikationsnamen
Ihm zu Ehren wurden die Gattungen Burretiodendron Rehd. der Pflanzenfamilie der Lindengewächse (Tiliaceae), Burretiokentia Pichi-Sermolli und Maxburretia Furtado, beide aus der Pflanzenfamilie der Palmengewächse (Arecaceae), benannt.

## Werke
- Systematische Übersicht über die Gruppen der Palmen. In: Willdenowia. 1953.
- Beiträge zur Kenntnis der Tiliaceen. In: Notizblatt Bot. Gart. u. Mus. Berlin-Dahlem. Band 9, 1926, S. 592–880.
- zusammen mit Eva Hedwig Ingeborg Potztal: Systematische Übersicht über die Palmen. In: Willdenowia. 1956.